# Oliver Sykes
Pour les articles homonymes, voir Sykes.
 (septembre 2011).
Si vous disposez d'ouvrages ou d'articles de référence ou si vous connaissez des sites web de qualité traitant du thème abordé ici, merci de compléter l'article en donnant les références utiles à sa vérifiabilité et en les liant à la section « Notes et références ».
Oliver « Oli » Scott Sykes, né le 20 novembre 1986 à Ashford, est un chanteur britannique, leader du groupe de deathcore et metalcore anglais Bring Me the Horizon.

## Carrière dans la musique

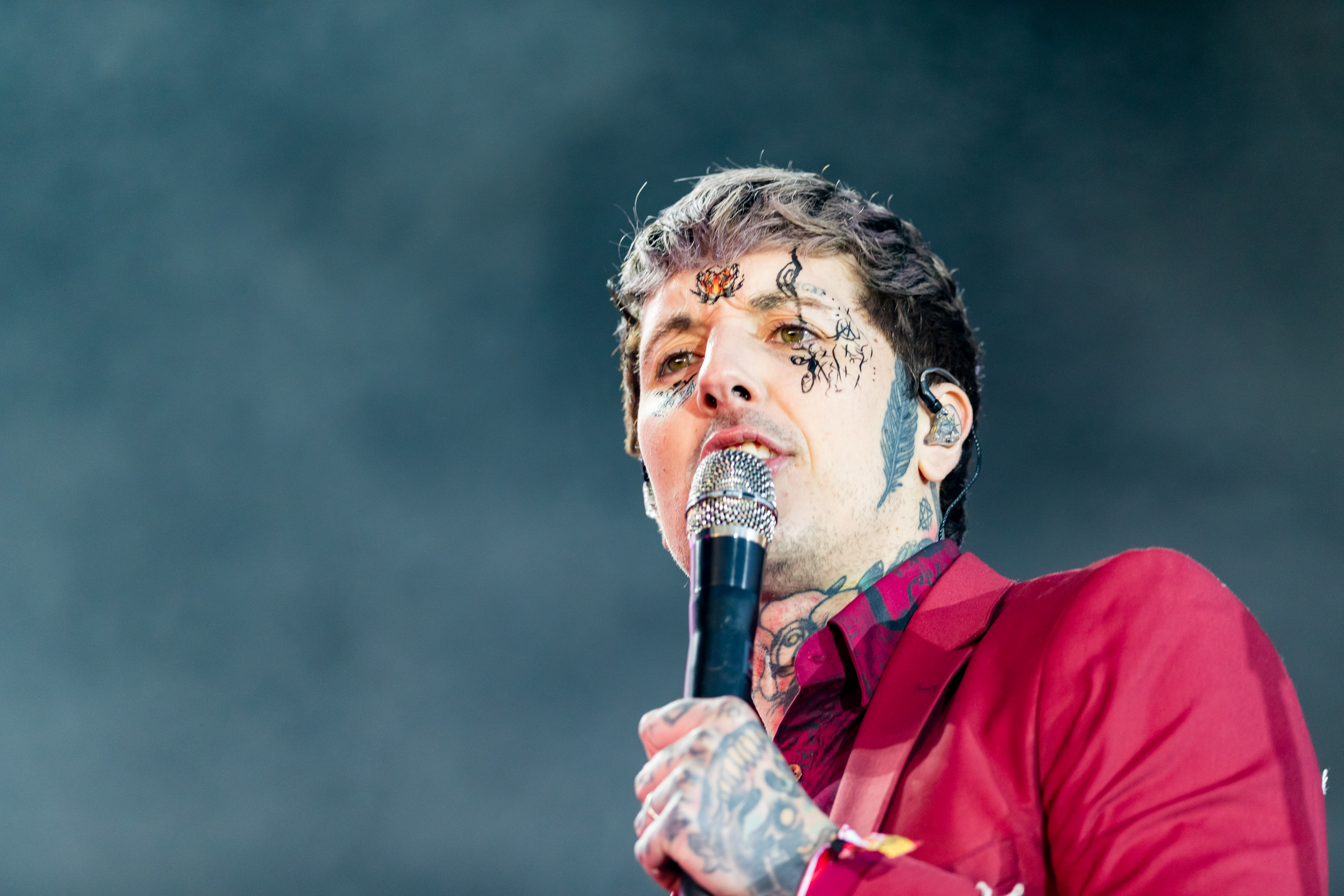
Bring me the Horizon

### Enfance et premier groupe
Oliver Sykes naît au Royaume-Uni, mais vit jusqu'à ses 5 ans en Australie avec ses parents, âge où il emménage à Stocksbridge, près de Sheffield en Angleterre. Il fréquente la Stocksbridge High School avec Alex Turner et Matt Helders, les membres de Arctic Monkeys. Il crée un petit groupe de rock, Quakebeat, et sort une compilation à l'âge de 16 ans. À la même époque, il crée le groupe de musique électronique Olisarus avec James Spence de Rolo Tomassi. Il crée également le groupe Purple Curto avec Neil Whiteley, ce dernier étant à la guitare, tandis qu'Oliver est au chant.

### Bring Me the Horizon
En 2004, il forme Bring Me the Horizon, un groupe de deathcore et de metalcore, avec plusieurs groupes locaux de Sheffield. Le groupe sort deux démos en 2006 : The Bedroom Sessions et That Is What The Edge Of Your Seat Was Made For avant de sortir sept albums : Count Your Blessings en 2006, Suicide Season en 2008, There Is a Hell, Believe Me I've Seen It. There Is a Heaven, Let's Keep It a Secret. en 2010, Sempiternal en 2013, That's the spirit en 2015, Amo en 2019, Post Human:Survival Horror en 2020, et Post Human:NeX GEn en 2024.

## Carrière dans la mode
En 2005, Oliver crée la marque Drop Dead Clothing, une ligne de vêtements à l'image gore et enfantine, inspirée de la culture internet, de la vie sur la route et des évolutions constantes dans la musique et les arts. Aujourd'hui, la notoriété de la marque est mondiale, devenant de plus en plus chère au fil des années et des collections. Le succès de la marque est dû notamment à la mise en vente du produit Cats and Bats, un sweat original qui eut un gros succès en Angleterre. En 2007, il crée une nouvelle ligne de vêtements Built For Sin avec sa petite amie de l'époque (Sarah Jayne Whiteley). Cette marque revendique le même état d'esprit que Drop Dead Clothing. Les deux marques sont aujourd'hui implantées dans le Business Centre de Sheffield.

## Engagement associatif
En 2004, après avoir vu un documentaire parlant de la cruauté envers les animaux, intitulé « Meet Your Meat » sur le site de l'association PETA, Oliver décide de devenir végétarien,. Plus tard, il crée un T-shirt dans sa ligne de vêtements « Drop Dead Clothing », sur lequel est écrit « Meat Sucks ». La vente de ce T-shirt rapporte quelques milliers de livres sterling, qu'il reverse à l'association. En 2008 il participe, avec le bassiste et le batteur de Bring Me The Horizon Matt Kean et Matt Nicholls, à une vidéo pour le site de l'association, dans laquelle ils expliquent pourquoi ils sont devenus végétariens et pourquoi ils boycottent KFC,. Oliver participe également à une campagne publicitaire pour le site de PETA.

## Vie personnelle
Oliver a de nombreux tatouages, qui recouvrent une bonne partie de son corps. Il a un frère nommé Thomas « Tom » Sykes. Sa mère s'appelle quant à elle Carol Sykes et son  père Ian Sykes.
Le 25 décembre 2013, sa petite amie Hannah Snowdon poste une photo sur son compte Instagram montrant une bague de fiançailles sur son annulaire gauche avec comme légende : « C'est le plus beau jour de ma vie ». Les internautes et fans du groupe en ont déduit qu'Oliver lui avait fait sa proposition et qu'elle avait accepté.
Oliver déclare aux APMAs 2014 avoir été dépendant à la kétamine.
Le 12 juillet 2015, il se marie avec Hannah Snowdon, c'est d'ailleurs le même jour de la sortie du  titre Happy Song.
Le 30 juin 2016 Oliver Sykes se sépare de Hannah Snowdon.
Après sa rupture avec Hannah, Oliver est entré dans une relation avec Alissa Salls, une jeune modèle brésilienne. Il a épousé cette dernière au mois de juillet 2017, à Las Vegas. En mai 2025, Oliver et Alissa ont annoncé qu'ils attendaient des jumeaux, une fille et un garçon.

## Controverse

### Allégation d'agression
En 2007, une admiratrice a accusé Sykes de lui avoir uriné dessus et l'a accusé, ainsi que les membres de son groupe, de l'avoir agressée. Il a été jugé et a plaidé non coupable. La fan a pris une photo de son visage, qui semblait être couvert de sang. Un employé de la salle Rock City à Nottingham, en Angleterre, a déclaré : "Après le concert, deux filles ont essayé de monter dans le bus de tournée. Plus tard, le chanteur, Oliver Sykes, a essayé de le faire avec l'une des filles. Quand elle a refusé, il l'a traitée de gouine et lui a d'abord pissé dessus avant que lui et le reste du groupe ne la jettent hors du bus avec son amie. Une fois hors du bus, quelqu'un du groupe a jeté une bouteille vide de Jagermeister à la tête de la fille". Sykes a fermement nié ces allégations. Selon la maison de disques Visible Noise Records, " de nombreuses versions du prétendu incident ont été mises en ligne ". Les accusations portées contre Sykes ont été abandonnées en raison du manque de preuves.

### Allégations de violence domestique
Sykes a été accusé de violence domestique par son ancienne femme Hannah Pixie Snowdon sur Instagram en 2016, alléguant que Sykes l'aurait giflé et lui aurait craché dessus. Snowdon a également avancé qu'elle "n'était pas la première fille à qui tout ce schéma est arrivé".

## Autres projets
Womb 2 Da Tomb était un projet d'un groupe de rap ironique, lancé par les membres de Bring Me The Horizon et le frère de Oli, Tom. Le surnom de Oli est « Master Syko » , dans le groupe. En 2009, il enregistre une chanson avec le groupe français Admiral's Arms, appelée Dawn Of The New Age qui figure sur le premier album du groupe. En 2021, Oliver collabore avec le groupe de musique électronique IC3PEAK pour leur nouveau morceau VAMPIR.

## Au cinéma
En 2017 est annoncé le long-métrage Compte tes blessures dont le personnage principal incarné par Kévin Azaïs est un fan d'Oliver Sykes. Comme son idole, le personnage porte le maillot noir à rayures rouges de Michael Jordan emblématique des débuts de Bring Me the Horizon,.

## Discographie
- 2004 : This Is What the Edge of Your Seat Was Made For
- 2006 : Count Your Blessings
- 2008 : Suicide Season
- 2009 : Suicide Season: Cut Up!
- 2010 : There Is a Hell, Believe Me I've Seen It. There Is a Heaven, Let's Keep It a Secret.
- 2013 : Sempiternal
- 2015 : That's the Spirit
- 2019 : Amo
- 2020 : Post Human: Survival Horror
- 2024 : POST HUMAN: NeX GEn